# Limahl
Christopher Hamill, (Wigan, Engleska, 19. prosinca 1958.) britanski je glazbenik, poznatiji pod imenom Limahl. Bio je prvi pjevač pop sastava Kajagoogoo, a zatim je započeo solo karijeru. Izvan Ujedinjenog Kraljevstva najpoznatiji je kao pjevač pjesme "The Neverending Story", iz istoimenog filma.

## Glazbena karijera
Hamill uzima svoje umjetničko ime, koje je anagram njegovog prezimena, kada se javio na oglas u glazbenim novinama, kada je sastav Kajagoogoo tražio front osobu. Sastav se vrlo brzo zajedno s Hamillom popeo na prvo mjesto britanske ljestvice i peto mjesto na Billboard Hot 100 ljestvici 1983. Hamill je ipak otpušten iz sastava jer nije mogao s drugim članovima naći zajednički jezik o budućnosti sastava.
Poslije toga Hamill započinje solo karijeru pod imenom Limahl. Nekoliko puta je bio na vrhu top ljestvica s pjesmom "Only For Love" i pjesmom iz filma "The NeverEnding Story", no poslije toga njegova glazbena karijera je bila gotova. Slika Limahla koji izlazi iz britanskog ureda za zapošljavanje, koja se pojavila u tabloidima, postala je simbol za kratkoročni uspjeh nekad poznatih zvijezda.

## Diskografija

### Albumi
- 1983. – White Feathers (kao pjevač u Kajagoogoo)
- 1984. – Don’t Suppose
- 1986. – Colour All My Days
- 1992. – Love Is Blind

### Kompilacije
- 1993. – Kajagoogoo & Limahl – The Singles and More
- 1996. – The Best of Limahl
- 2003. – The Very Best of Kajagoogoo & Limahl

### Singlovi
- 1983. – "Too Shy"
- 1983. – "Ooh To Be Aah"
- 1983. – "Hang On Now"
- 1983. – "Only For Love"
- 1984. – "Too Much Trouble"
- 1984. – "The Neverending Story"
- 1984. – "Tar Beach"
- 1986. – "Love In Your Eyes"
- 1986. – "Inside To Outside"
- 1986. – "Colour All My Days"
- 1990. – "Stop"
- 1991. – "Maybe This Time"
- 1992. – "Too Shy – 92"
- 1992. – "Love Is Blind"
- 2002. – "Love that Lasts"
- 2006. – "Tell Me Why"
- 2012. – "1983"

## Vanjske poveznice
- Limahl - službena stranica
- Kajagoogoo - službena stranica  Arhivirana inačica izvorne stranice od 8. svibnja 1999. (Wayback Machine)